# Jazz at Lincoln Center Orchestra

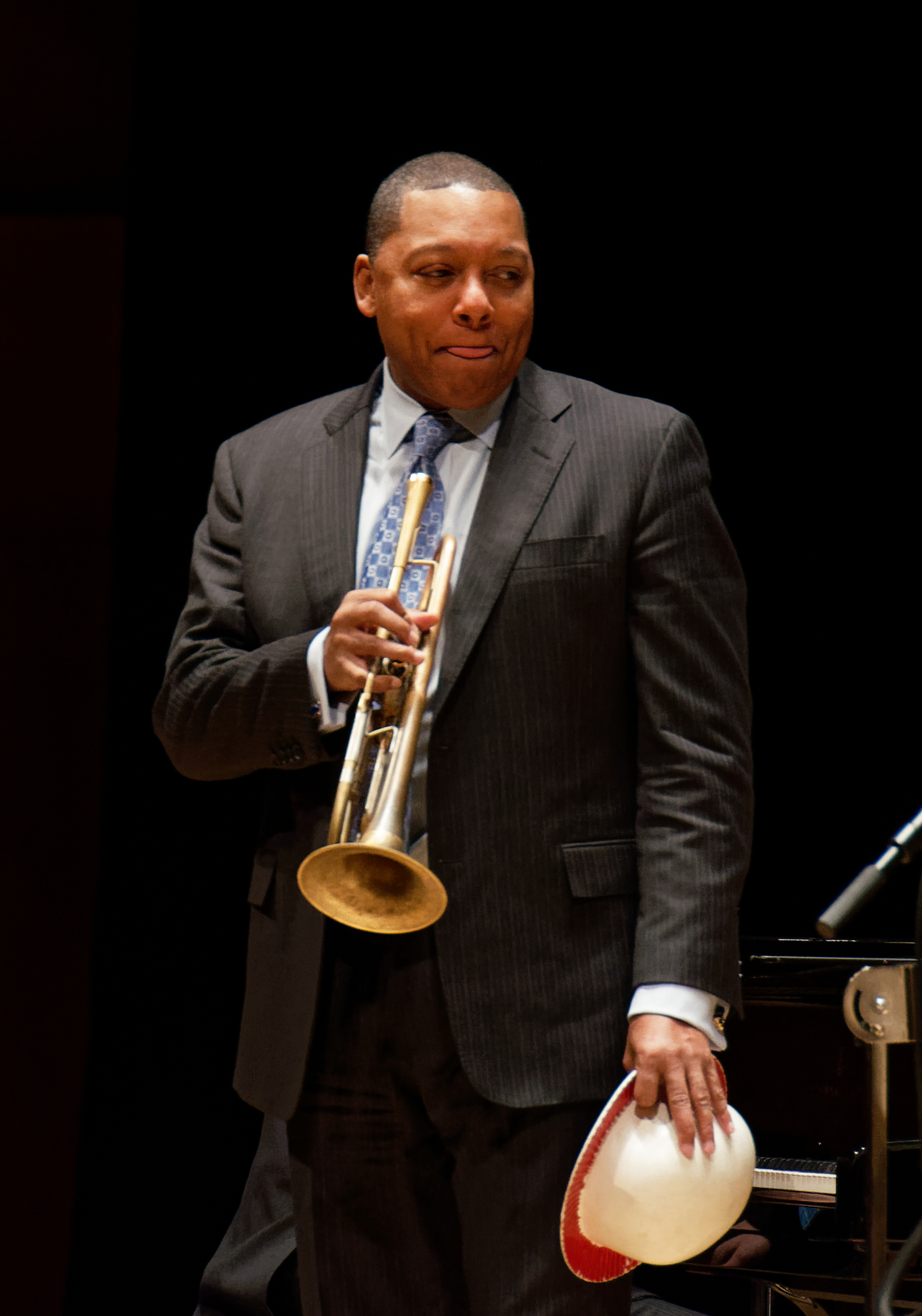
Wynton Marsalis con la Orquesta en Lyon en 2016

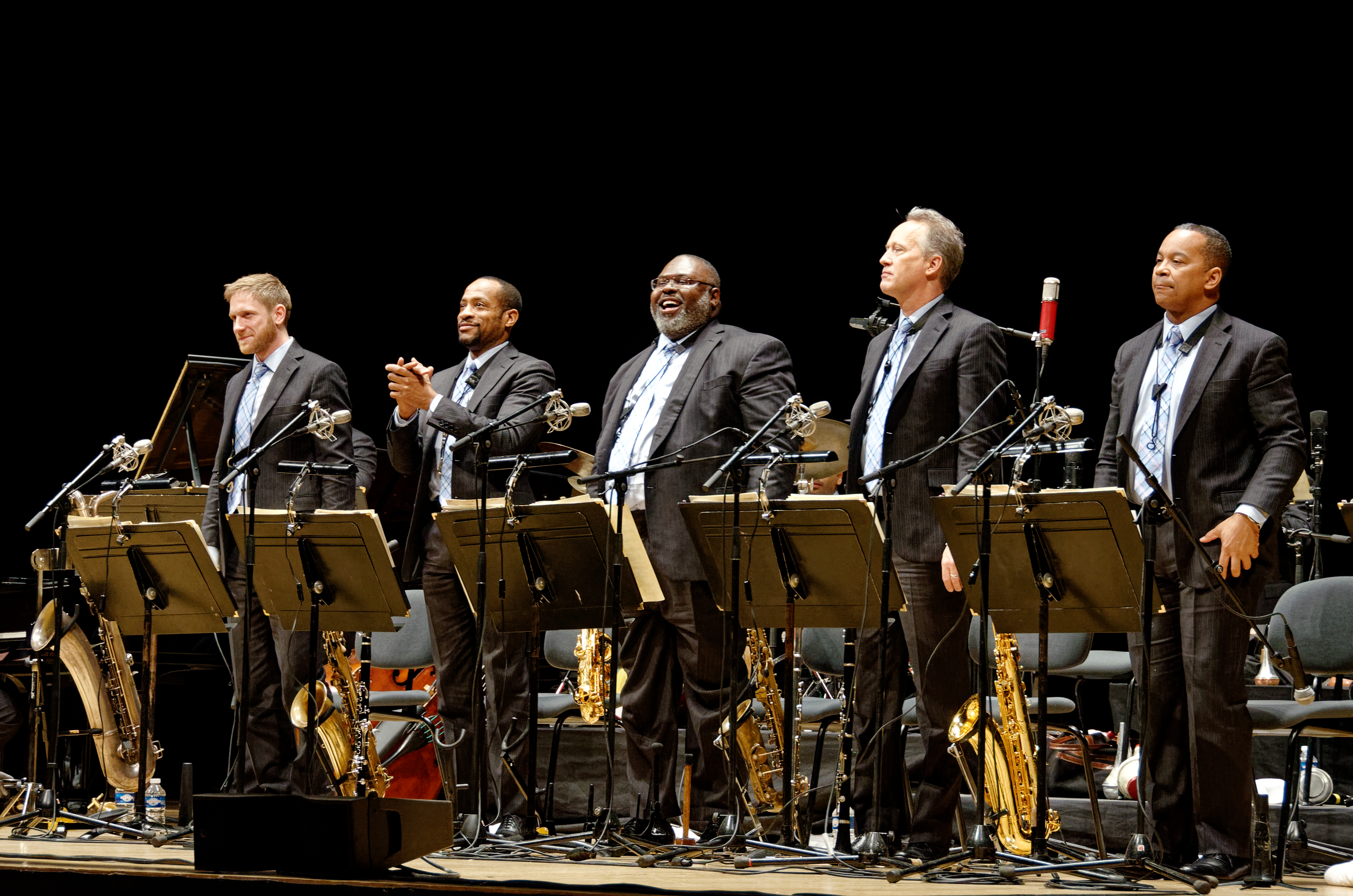
Jazz at Lincoln Center Orchestra, Lyon, 2016

La Jazz at Lincoln Center Orchestra es una big band y orquesta de jazz estadounidense dirigida por Wynton Marsalis desde 1991. La orquesta es parte del Jazz at Lincoln Center, una organización de artes escénicas de la ciudad de Nueva York.

## Historia
En 1988, la Orquesta se formó como resultado de una serie de conciertos llamada Classical Jazz, con la dirección de David Berger. Cuando Wynton Marsalis se convirtió en su director artístico en 1991, hizo hincapié en la historia del jazz, particularmente en la herencia de la orquesta de Duke Ellington. El primer álbum fue Portraits by Ellington (1992), y siete años más tarde se honró el centenario de Ellington con el álbum Live in Swing City: Swingin' with the Duke (1999).
Bajo el liderazgo de Marsalis, la banda se presenta en su sede en el Lincoln Center, realiza giras por los EE. UU. y por el extranjero, visita escuelas, aparece en televisión y actúa con orquestas sinfónicas. La Orquesta también respaldó a Wynton Marsalis en su álbum Blood on the Fields, que ganó el Premio Pulitzer.
Desde 2015, los álbumes de la Orquesta se publican en su propio sello, Blue Engine Records.

## Personal
- Wynton Marsalis - trompeta
- Ryan Kisor - trompeta
- Marcus Printup - trompeta
- Kenny Rampton - trompeta
- Chris Crenshaw - trombón
- Vincent Gardner - trombón
- Elliot Mason - trombón
- Robert Stewart - saxofón
- Walter Blanding - saxofón
- Víctor Goines - saxofón
- Sherman Irby - saxofón
- Ted Nash - saxofón
- Paul Nedzela - saxofón barítono
- Dan Nimmer : piano
- Carlos Henríquez – contrabajo
- Obed Calvaire – batería

## Discografía
- Portraits by Ellington (1992)
- Jazz at Lincoln Center Presents: The Fire of the Fundamentals (1994)
- They Came to Swing (1994)
- Blood on the Fields (Columbia, 1997) OCLC 37265855
- Live in Swing City: Swingin' with Duke (1999)
- Big Train (Columbia, 1999) OCLC 53304940
- All Rise (Sony Classical, 2002) OCLC 50762664
- Lincoln Center Jazz Orchestra with Wynton Marsalis Plays the Music of Duke Ellington (Warner Bros., 2004) OCLC 51283882
- Cast of Cats (2004)
- A Love Supreme (2005)
- Don't Be Afraid: The Music of Charles Mingus (2005)
- Congo Square (2007)
- Portrait in Seven Shades (Jazz at Lincoln Center, 2010)
- Vitoria Suite (Universal, 2010) OCLC 659741065
- Wynton Marsalis and Eric Clapton Play the Blues (2011)
- Live in Cuba (Blue Engine, 2015)
- Big Band Holidays (Blue Engine, 2015)
- The Abyssinian Mass (Blue Engine, 2016)
- The Music of John Lewis (Blue Engine, 2017)
- All Jazz Is Modern: 30 Years of Jazz at Lincoln Center Vol. 1 (2017)
- Handful of Keys (Blue Engine, 2017)
- United We Swing: Best of the Jazz at Lincoln Center Galas (2018)[5][6]
- Una Noche con Rubén Blades (2018)
- Swing Symphony (2019)
- Jazz and Art (2019)
- Jazz for Kids (2019)
- Big Band Holidays II (2019)[7]
- Sherman Irby's Inferno (2020)
- The Music of Wayne Shorter (2020)
- Black, Brown, and Beige (2020)
- Rock Chalk Suite (2020)
- Christopher Crenshaw's The Fifties: A Prism (2020)